# Veľké Lovce
Veľké Lovce és un poble i municipi d'Eslovàquia que es troba a la regió de Nitra, al sud-oest del país. El 2021 tenia 1.803 habitants.

## Història
La primera menció escrita de la vila es remunta al 1210.

## Demografia
| Godina             | 1994 | 2004   | 2014   | 2024   |
| ------------------ | ---- | ------ | ------ | ------ |
| Nombre de persones | 2113 | 2079   | 1918   | 1746   |
| Diferència         |      | −1,60% | −7,74% | −8,96% |

| Godina             | 2023 | 2024   |
| ------------------ | ---- | ------ |
| Nombre de persones | 1737 | 1746   |
| Diferència         |      | +0,51% |